# Oliviero Carafa

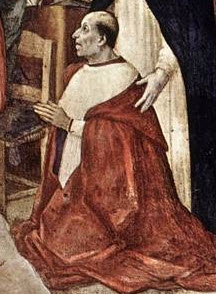
Kardinal Oliviero Carafa (Ausschnitt aus einem zeitgenössischen Fresko in der Carafa-Kapelle in Rom)

Oliviero Carafa (* 10. März 1430 in Rom; † 20. Januar 1511 ebenda) war Erzbischof von Neapel und Kardinal der Römischen Kirche.

## Leben und Kirchliche Laufbahn

Kardinalswappen (modernes Schema)

Oliviero Carafa war der dritte Sohn von Francesco Carafa, Herr von Torre del Greco. Er unterhielt gute Beziehungen zum aragonesischen Königshaus und wurde im Jahre 1458 Erzbischof von Neapel. Papst Paul II. nahm ihn am 18. September 1467 mit der Titelkirche Sant’Eusebio in das Kardinalskollegium auf.  Papst Sixtus IV.  schickte ihn 1471 als Legat zu König Ferdinand I. von Neapel und ernannte ihn 1472 zum Admiral einer zur Bekämpfung der Türken ausgerüsteten Flotte, mit der er im selben Jahr Smyrna und den Hafen von Satalia in der Türkei eroberte. Nach seiner Rückkehr ging er 1476 als Gesandter nach Neapel, um Beatrix von Aragón, Tochter Ferdinands I. von Neapel und Braut von Matthias Corvinus, zur Königin von Ungarn zu salben. Zum Protektor des Dominikanerordens wurde er 1478 ernannt. 1482 stiftete er Frieden zwischen Sixtus IV. und König Ferdinand, als sich spanische Truppen schon dem päpstlichen Gebiet näherten. 1484 überließ er seinem Bruder Alessandro das Erzbistum Neapel, erhielt es aber, als Alessandro 1503 starb, wieder.

Filippino Lippi, Verkündigung mit Thomas von Aquin und Oliviero Carafa (Fresko in Rom, Kirche Santa Maria sopra Minerva, 1488–1493)

Von 1476 bis 1483 war Oliviero Carafa Kardinalbischof von Albano, 1483–1503 von Sabina und seit 1503 von Ostia. Mehrmals bemühte er sich, den Stuhl Petri besteigen zu können, und kam diesem Ziel besonders beim Konklave von 1492 nahe. Zumindest wurde er 1497 zum Mitglied einer Reformkommission Alexanders VI. bestellt und regte in dieser Funktion u. a. die Abschaffung der Ämterkäuflichkeit und die moralische Besserung des kurialen Lebensstils an, ging jedoch nicht auf das Problem der Pfründen-Kumulation ein. 1509 kaufte er für seinen jüngeren Bruder Ettore die Grafschaft Ruvo di Puglia und starb als Kardinaldekan am 20. Januar 1511 im Alter von 80 Jahren in Rom.

## Bedeutung
Oliviero Carafa war ein Förderer der Kunst und Architektur in Neapel und Rom. In seinem Auftrag schuf Filippino Lippi die berühmten Fresken in der Carafa-Kapelle der Basilika Santa Maria sopra Minerva in Rom.
An der Stelle seines Hauses auf dem Quirinal in Rom entstand ab 1583 eine päpstliche Villa, die dann in der Folge zum Quirinalspalast erweitert wurde.